# Bohdan Zaleski na łożu śmierci (obraz Anny Bilińskiej-Bohdanowiczowej)
Bohdan Zaleski na łożu śmierci, Portret pośmiertny Bohdana Zaleskiego – obraz olejny Anny Bilińskiej-Bohdanowiczowej namalowany 31 marca 1886 roku. Znajduje się w zbiorach Muzeum Narodowego w Krakowie (nr inw.: MNK II-a-244). Wymiary obrazu to: wysokość: 32 cm, szerokość: 40,3 cm. Obraz posiada podpis w dolnym, prawym rogu: "Anna Bilińska. — / 31 Marca 1886 — / w Villepreux. —".

## Opis obrazu
Obraz przedstawia polskiego poetę okresu romantyzmu – Józefa Bohdana Zalewskiego w dniu śmierci 31 marca 1886. Zalewski pod koniec życia przeprowadził się do swojej córki, do Villepreux, gdzie ostatecznie stracił wzrok. Poeta zaliczany jest do „szkoły ukraińskiej” polskiego romantyzmu. Malarka przebywała wówczas w Paryżu i pełniła funkcję przełożonej pracowni Académie Julian.

## Udział w wystawach
- Anna Bilińska Bohdanowiczowa, 2013-06-20 - 2013-10-06; Muzeum Sztuki i Techniki Japońskiej Manggha
- Anna Bilińska Bohdanowiczowa / II edycja, 2013-10-25 - 2013-12-08; Muzeum Regionalne w Stalowej Woli
- Śmierć - oswoić nieuniknione, przybliżyć nieznane..., 2016-10-28 - 2017-04-30; Muzeum im. Jacka Malczewskiego w Radomiu
- Artystka. Anna Bilińska (1854-1893), 2020-11-05 - 2021-02-14; Muzeum Narodowe w Warszawie[1]